# 維羅妮卡·魯伊斯·德·貝拉斯科
維羅妮卡·魯伊斯·德·貝拉斯科（英語：Verónica Ruiz de Velasco，1968年—），女，居美墨西哥籍新形象畫派畫家，是墨西哥最年輕在該國現代藝術博物館舉辦獨立畫展的女畫家。

## 外部連結
- 官方网站